# Aleksandrs Ņiživijs
Aleksandrs Ņiživijs (Riga, 16 settembre 1976) è un ex hockeista su ghiaccio lettone.

## Carriera
Nel corso della sua carriera ha indossato le maglie di HK Pardaugava Riga (1992-1995), Lokomotiv Yaroslavl (1995-2001), HC Dinamo Mosca (2001-2002), Molot-Prikamye Perm (2002/03), HK Riga 2000 (2003-2004), IF Björklöven (2004/05), Torpedo Nizhny Novgorod (2005-2008), Dinamo Rīga (2008-2013, 2013/14) e HC Lev Praha (2012/13).
Con la nazionale lettone ha preso parte a tre edizioni dei Giochi olimpici invernali (2002, 2006 e 2010) e a numerose edizioni dei campionati mondiali a partire da quella del 1999.